# (1410) Margret
(1410) Margret est un astéroïde de la ceinture principale découvert le 8 janvier 1937 par l'astronome allemand Karl Wilhelm Reinmuth. Le lieu de découverte est Heidelberg (024). Sa désignation provisoire était 1937 AL.